# De Harten
De Harten, of Harten is een voormalige buurtschap gelegen ten noordwesten van Renkum in de Nederlandse provincie Gelderland. Het bestond uit boerderijen, een enk, uiterwaarden en watermolens langs wat later het Renkums Beekdal genoemd zou worden. Hoewel de buurtschap geen harde grenzen had, lag het met name ten westen van de Beukenlaan en de Schaapsdrift en ten zuiden van de huidige spoorlijn Arnhem-Ede-Wageningen.
De Harten was in de geschiedenis (gedeeltelijk) onderdeel van zowel de gemeente Wageningen als de gemeente Renkum.

## Geschiedenis
De Harten was in de middeleeuwen aan de oostzijde omgeven door uitgestrekte heidevelden en westelijk door dichte bossen, deel uitmakend van het Moftbos. Deze gronden behoorden toe aan de graven, en later de hertogen van Gelre. Deel van het gebied was een open beekdal, waarlangs vruchtbare gronden lagen. Deze gronden werden al vroeg bewoond waarmee een enk ontstond. Aan de zuidzijde reikte de Hartense enk tot aan het bezit van kasteel Grunsfoort. Nabij de beken ontstond een buurtschap met boerderijen.
In 1539 claimde Wageningen bij hertog Willem V van Kleef delen van de buurtschap De Harten. Op de landdag van dat jaar legde hertog Willem van Kleef de kwestie voor aan de staten. De uitkomst hiervan was dat de grens werd bepaald ten westen van de beek, en werd de Hartense Enk deel van Wageningen. In 1817 volgde een reconstructie en kwam de gehele buurtschap Harten in de gemeente Renkum te liggen. Desondanks bleef men nadien nog lang over een Wagenings en een Renkums Harten spreken.
De kern van de buurtschap lag rond de (toen nog niet bestaande) Bennekomseweg. Ze bestond uit enkele boerderijen en meer noordelijk een kapel aan de oostzijde van de beek. In de kapel was een altaar ter ere van Sint Willibrord. Langs de huidige Hartenseweg stond rond 1570 een boerderij met een grote schaapskooi. Een eindje oostelijker langs de beek stond de korenmolen voor Harten en Renkum.

## Papierfabriek Van Gelder
Vanwege de oorsprong van het bedrijf als Hartense molen noemde Van Gelder Papier haar Renkumse fabrieken "De Harten 1" en de "De Harten 2". 